# Mirosław Sobieraj
Mirosław Kazimierz Sobieraj (ur. 16 października 1944) – polski przedsiębiorca branży mięsnej i działacz na rzecz przywracania pamięci o ofiarach zbrodni katyńskiej.

## Życiorys
Od 1992 prowadzi rodzinną firmę Jamir, która posiada zakład mięsny w Bechcicach oraz sieć około 100 sklepów na terenie Łodzi i okolic. Produkty firmy dystrybuowane są do hurtowni na terenie całej Polski. Profil działalności jego firmy obejmuje ubój, produkcję wędlin, konfekcjonowanie wyborów oraz prowadzenie sieci sklepów. Firma produkuje do 35 ton wyrobów na dobę i posiada uprawnienia do eksportu swoich produktów na kraje Unii Europejskiej.
Jest przewodniczącym komisji rewizyjnej Stowarzyszenia „Rodzina Policyjna 1939 r.” w Łodzi, angażuje się w przywracanie pamięci o tragicznej historii narodu polskiego okresu II wojny światowej i o losie zamordowanych w Katyniu. Jest inicjatorem ustanowienia tablicy upamiętniającej losy przedwojennych policjantów, a także pomysłodawcą i realizatorem „Lekcji Pamięci”. Od 2012 jest wiceprezesem Stowarzyszenia Prywatnych Przedsiębiorców Konstantynowa Łódzkiego, jest członkiem zarządu Cechu Przedsiębiorców Branży Mięsnej Ziemi Łódzkiej oraz Izby Przedsiębiorców i Pracodawców Centralnej Polski.
Jest wnukiem zamordowanego policjanta Policji Państwowej.

## Wyróżnienia
- Wielki Bilet (2014) – nagroda honorowa redakcji „Wiadomości – 43bis” przyznawana za inicjatywy i przedsięwzięcia szczególnie cenne dla Konstantynowa Łódzkiego,
- Złoty Krzyż Zasługi (2016) – za zasługi w odkrywaniu i upamiętnianiu prawdziwej historii Polski[6][4],
- Odznaka „Za Zasługi dla Miasta Łodzi” (2019)[4],
- Tytuł Konstantynowskiego Lidera Biznesu (2019)[5],
- Medal 100-lecia Powstania Polskiej Policji Państwowej (2019)[7],
- Wielki Bilet (2020) – dla firmy Jamir[5],
- medal 90-lecia powstania Związku Sybiraków (2020)[8],
- „Zasłużony dla Miasta Konstantynowa Łódzkiego” (2022) za „wieloletni, pełen zaangażowania wkład w rozwój lokalnej przedsiębiorczości, sportu oraz kultury na rzecz mieszkańców Konstantynowa Łódzkiego”[5],
- Medal 600-lecia Łodzi (2023)[9],
- Medal „Pro Patria”[4].